# Cyphastrea decadia
Cyphastrea decadia är en korallart som beskrevs av Karl von Moll och George Newton Best 1984. Cyphastrea decadia ingår i släktet Cyphastrea och familjen Faviidae. IUCN kategoriserar arten globalt som livskraftig. Inga underarter finns listade i Catalogue of Life.